# Alejandro Castillo Castillo
Alejandro Castillo (Ciudad de México; 15 de julio de 1986) es un futbolista mexicano que juega de delantero. 
Debutó en la Primera División con Necaxa el 17 de abril del 2007 en Aguascalientes contra el equipo de San Luis, también jugó con el equipo de Irapuato FC, Tiburones rojos de Veracruz, Atlético San Luis, Lobos BUAP y de ahí paso a Liga del balompié Mexicano con el Acapulco FC, luego llegó a Neza FC después de ahí su último club en 2021 Real Tlamazolan de la liga del balompié mexicano

## Trayectoria
Debutó jugando para el Necaxa el 16 de marzo del 2006 en un partido contra los Pumas de la UNAM; jugó para el Necaxa hasta el Apertura 2012 y el Clausura 2013 para los Tiburones Rojos de Veracruz. Juega actualmente en Lobos BUAP.

## Clubes
| Club                        | País   | Año           | Anotado |
| --------------------------- | ------ | ------------- | ------- |
| Necaxa                      | México | 2006-2012     | 21      |
| Irapuato                    | México | Clausura 2011 | 0       |
| Tiburones Rojos de Veracruz | México | Clausura 2013 | 5       |
| Atlético San Luis           | México | 2013-2014     | 3       |
| Lobos BUAP                  | México | 2014-2015     | 2       |

## Palmarés
- Necaxa-Torneo Apertura 2009 Liga de Ascenso
- Necaxa-Torneo Bicentenario 2010 Liga de Ascenso

Club Irapuato Fc clausura  2010- 2011 liga de Ascenso